# Libyan Studies
 (novembre 2022).
Les Libyan Studies sont la revue scientifique du British Institute for Libyan & Northern African Studies (anciennement Society for Libyan Studies) publiée par Cambridge University Press en novembre de chaque année. Les contributions sont évaluées par des pairs et couvrent la Mer Méditerranée, le Moyen-Orient et l'Afrique du Nord dans les domaines de l'archéologie, l'Antiquité, l'histoire de l'islam, la géologie, la géographie et les sciences sociales. La revue fait suite à l'Annual Report - Society for Libyan Studies paru de 1969 à 1978. Sa rédactrice en chef est Victoria Leitch de l'université de Durham,.